# Ammospermophilus interpres
Ammospermophilus interpres es una especie de roedor de la familia Sciuridae.

## Distribución geográfica
Se encuentran en México y los Estados Unidos.